# Индекс автомобильных номеров Беларуси
Автомоби́льные номера́ Респу́блики Белару́сь — номерной знак, применяющийся для регистрации автомобилей, мотоциклов, прицепной и спецтехники на территории Республики Беларусь.

## История автомобильных номеров

Автомобильные номера на территории нынешней Беларуси появились ещё во времена Российской империи. В то время не было единого стандарта на номерные знаки, и каждая губерния выдавала номера своего образца.
С 1931 года, когда Беларусь уже являлась частью СССР, на её территории начали выдаваться номерные знаки советского образца, выделенные для Белорусской ССР. До 1946 года были только общереспубликанские серии, с 1946 года серии выделялись с учётом областного деления БССР.
В 1941—1944 годах территория Беларуси была оккупирована немецкими войсками, её территория входила в состав трёх разных рейхскомиссариатов: Остланд (Западная Белоруссия), Украина (южные области) и Московия (восточные области). В этот период на территории Беларуси выдавались номера, принятые в соответствующем рейхскомиссариате.
С 1944 по 1992 год в Беларуси снова выдавались советские номерные знаки.
Регистрационные знаки независимой Республики Беларусь впервые начали выдаваться в 1992 году. Знаки состояли из четырёх цифр и двух букв красного цвета на белом фоне, между которыми располагалась круглая эмблема красного цвета, содержащая герб «Погоня», бывший в то время государственным.
В 1996 году, после изменения государственной символики, была также изменена эмблема, на которой разместились национальный орнамент и надпись BELARUS.
В 2000 году количество букв в регистрационном знаке легковых автомобилей было увеличено до трёх, коснулись изменения и автономеров иностранных граждан.
С 2004 года начали выдаваться регистрационные знаки действующего в настоящий момент образца.
С 1 июля 2020 года началась выдача особых регистрационных знаков для электромобилей. Они отличаются форматом (вместо первой цифры — буква «Е») и зелёным цветом символов и окантовки. Тогда же цвет символов кода страны (BY) был изменён с чёрного на зелёный.
В Беларуси типы, вид, размеры регистрационных знаков автомобильного транспорта установлены в 2004 году стандартом СТБ 914-99 «Знаки регистрационные и знак отличительный транспортных средств. Типы и основные размеры, технические требования, методы испытаний». При этом продолжают также использоваться регистрационные знаки прежних образцов.

## Структура регистрационных знаков

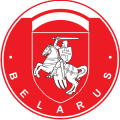
Эмблема 1992 г.

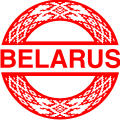
Эмблема 1996 г.

Знак представляет собой сочетание букв белорусского алфавита и арабских цифр. Разрешается использовать только 12 букв, общих для белорусского и латинского алфавитов (А, В, Е, І, К, М, Н, О, Р, С, Т, Х). На всех типах номеров, за исключением 1а, отдельно стоящая цифра в конце либо начале знака означает код региона. На регистрационных знаках транспортных средств физических и юридических лиц Республики Беларусь также размещается изображение государственного флага Республики Беларусь и отличительный знак BY (до 1 июля 2020 года — чёрного цвета, после — зелёного).

## Типы регистрационных знаков
| Номера образца 2004 г. | Номера образца 2004 г. |
| --- | --- |
| Для транспортных средств юридических и физических лиц Республики Беларусь                                                                                                  | |
| | 1. Передний и задний знаки для легковых автомобилей |
| | 1а. Передний и задний знаки для легковых автомобилей. Разрешается любая комбинация букв и цифр |
| | 1б. Передний и задний знаки для легковых электромобилей (с 2020 года) |
| | 2. Передний и задний знаки для грузовых автомобилей и автобусов |
| | 2а. Передний и задний знаки для грузовых электромобилей и электробусов |
| | 3. Задний знак для грузовых автомобилей и автобусов |
| | 4. Задний знак для легковых автомобилей, прицепов и полуприцепов |
| | 5. Задний знак для автомобильных прицепов и полуприцепов |
| | 6. Задний знак для мотоциклов, мотороллеров, мотоколясок, мопедов и т. п., а также для прицепов и полуприцепов к мотоциклам и мотороллерам |
| | 7. Задний знак для тракторов, тракторных прицепов и полуприцепов |
| Для транспортных средств дипломатических и консульских учреждений в Республике Беларусь и лиц с дипломатическим статусом                                                   | |
| | 8. Передний и задний знаки для автомобилей и автобусов дипломатических представительств, представительств международных организаций и их органов Первые две цифры обозначают страну представительства. |
| | 9. Передний и задний знаки для автомобилей и автобусов консульских учреждений |
| | 10. Задний знак для автомобильных прицепов |
| | 11. Задний знак для мотоциклов, мотороллеров и т. п. |
| Для транспортных средств, временно допущенных к участию в движении (т. н. «транзитные номера» на автомобилях, не поставленных на учёт в ГАИ по месту проживания владельца) | |
| | 12. Передний и задний знаки. Нижний — нового образца, с середины 2010 года. |
| | 12а. Временные знаки для новых автомобилей, следующих к месту регистрации. Передний и задний знаки. Введены в 2016 году. |
| Для транспортных средств, используемых для перевозки пассажиров (такси, в том числе маршрутные)                                                                            | |
| | 13. Передний и задний знаки |
| Другие номера | |
| | Регистрационные знаки для транспортных средств МВД РБ MH — г. Минск БН — Брестская область ВТ — Витебская область ГС — Гомельская область ГК — Гродненская область МО — Минская область МГ — Могилёвская область |
| | Транзитные регистрационные знаки для транспортных средств, сошедших с конвейера МАЗа. |
| Номера автомобиля Президента РБ | |
| | Передний номер Задний номер |
| Номера образца 2000 г. | |
| | Для транспортных средств юридических и физических лиц Республики Беларусь |
| | CD nnnn — для транспортных средств дипломатических сотрудников CC nnnn — для транспортных средств консульских сотрудников T nnnn — для транспортных средств технических работников дипломатических представительств |
| | M nnnnn — для транспортных средств представительств иностранных банков, фирм, СП K nnnnn — для транспортных средств иностранных СМИ P nnnnn — для транспортных средств иностранных граждан и лиц без гражданства. Для прицепов применялся двухрядный номерной знак: в верхнем ряду располагались 4 цифры, в нижнем — буква Р. |
| Номера образца 1992 г. | |
| | Для транспортных средств юридических и физических лиц Республики Беларусь |
| | Для транспортных средств юридических и физических лиц Республики Беларусь (c 1996 года) |
| | Для грузовых автомобилей и автобусов, однорядный |
| | Для грузовых автомобилей и автобусов, двухрядный |
| | Для автомобильных прицепов, однорядный |
| | Для автомобильных прицепов (большой, двухрядный), мотоциклов, тракторов и тракторных прицепов (уменьшенный) |
| | Транзитные номерные знаки: ранний вариант (сверху) и более поздняя модификация (снизу) |
| | Для транспортных средств иностранных граждан и компаний |
| | Для транспортных средств Министерства обороны РБ |
| | Для транспортных средств Госкомитета пограничных войск РБ |

## Коды регионов на регистрационных знаках

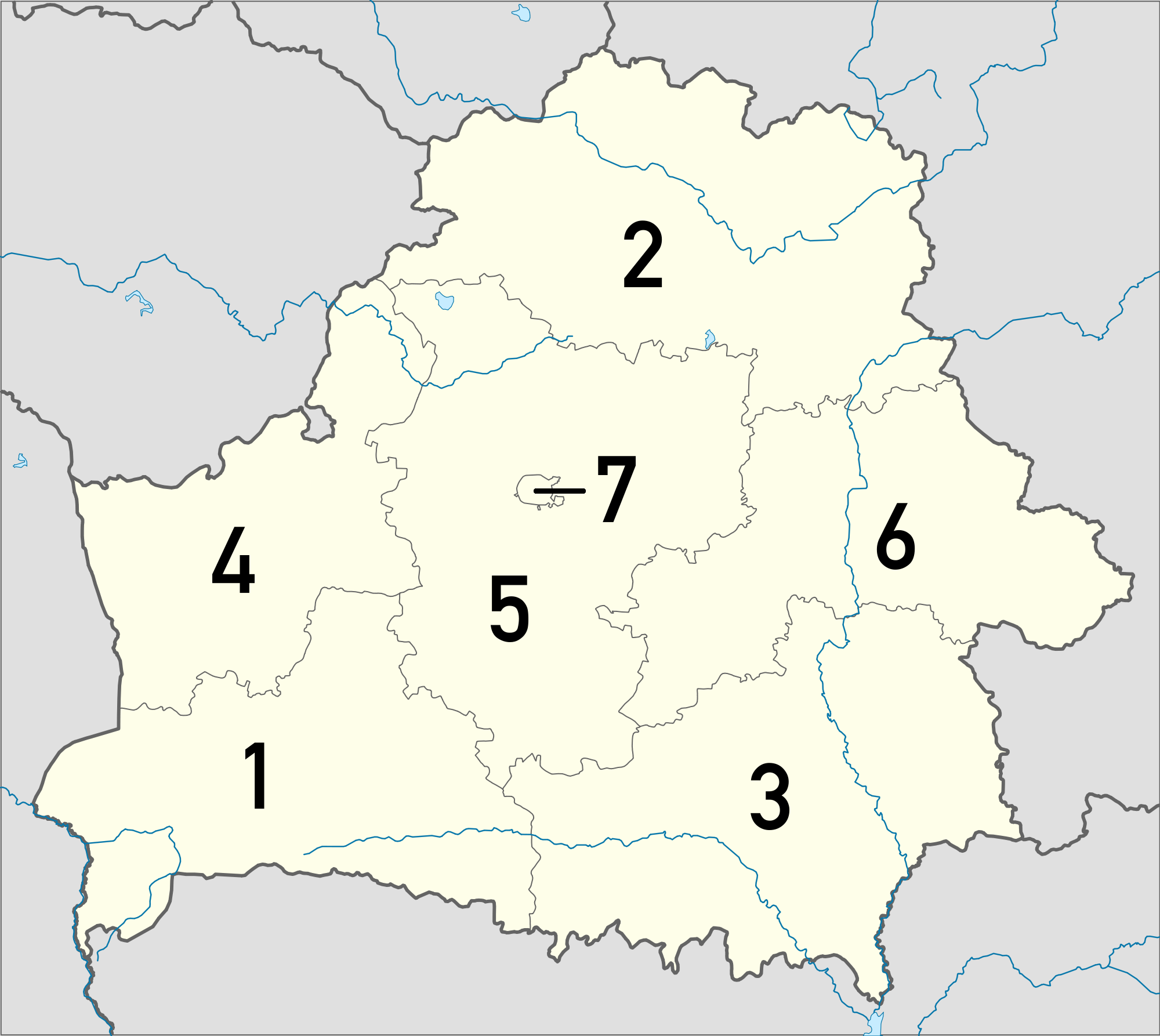
Карта, изображающая принадлежность кодов к регионам Беларуси

### Коды на гражданских номерах
| Регион              | с 2004 г. | 2000 г.      | 1992 г.                   | до 1992 г. |
| ------------------- | --------- | ------------ | ------------------------- | ---------- |
| Брестская область   | 1         | Axx          | Ax IA, IB, IC, IE, IH, II | БНx        |
| Витебская область   | 2         | Bxx          | Bx IK, IM, IO, IT, IX     | ВТx        |
| Гомельская область  | 3         | Exx          | Ex Hx                     | ГСx        |
| Гродненская область | 4         | Cxx          | Cx XA, XB, XC, XE, XH, XI | ГКx        |
| Минская область     | 5         | Oxx          | Ox Px                     | МБx        |
| Могилёвская область | 6         | Txx          | Tx XM, XO, XP, XT, XX     | МГx        |
| г. Минск            | 7, 8      | Mxx AAX, EAK | Mx Kx HK, IP, РI, PH, XK  | МИx        |

C 2007 г. используется также код региона 0, обозначающий принадлежность транспортного средства Министерству обороны РБ, Государственному пограничному комитету РБ или внутренним войскам МВД РБ.
С 2010—2011 года на транзитных номерах стал использоваться код региона 8. Этот код используется только в Минске и в основной своей массе — на автотранспорте, выпущенном Минским автозаводом. До этого МАЗ имел эксклюзивное право выдавать транзитные номерные знаки собственного образца. С 2025 года автомобили зарегистрированные в Минске станут использовать код региона 8 на постоянной основе .

### Коды на дипломатических номерах
На дипломатических номерных знаках, а также на выдаваемых до 2004 года «жёлтых» номерных знаках иностранных корреспондентов (К) и иностранных компаний (М), первые две цифры обозначают страну представительства. Расшифровка номеров приведена в таблице ниже.
| Код        | Страна или организация                    |
| ---------- | ----------------------------------------- |
| 01, 66     | Исполком СНГ                              |
| 02         | Армения                                   |
| 03         | Бразилия                                  |
| 04         | Болгария                                  |
| 05         | Великобритания                            |
| 06         | Венгрия                                   |
| 07, 67     | Германия                                  |
| 08         | Грузия                                    |
| 10         | Индия                                     |
| 11         | Ирак                                      |
| 12         | Иран                                      |
| 13         | Италия                                    |
| 14, 83     | Казахстан                                 |
| 15         | Китай                                     |
| 16         | КНДР                                      |
| 17         | Куба                                      |
| 18         | Кыргызстан                                |
| 19         | Латвия                                    |
| 20, 71     | Ливия                                     |
| 21         | Литва                                     |
| 22         | Молдавия                                  |
| 23         | Непал                                     |
| 24         | Нидерланды                                |
| 25         | Южная Корея                               |
| 26         | Польша                                    |
| 27, 68, 88 | Россия                                    |
| 28         | Румыния                                   |
| 29         | Ватикан                                   |
| 30         | Словакия                                  |
| 31, 69     | США                                       |
| 32         | Таджикистан                               |
| 33         | Туркменистан                              |
| 34         | Турция                                    |
| 35         | Украина                                   |
| 36         | Франция                                   |
| 37         | Чехия                                     |
| 38         | Швейцария                                 |
| 39, 48     | Швеция                                    |
| 40         | Эстония                                   |
| 41         | Сербия                                    |
| 42         | Япония                                    |
| 43         | Международный научно-технический центр    |
| 44         | Экономический суд СНГ                     |
| 45         | МИД. Управление делами Президента         |
| 46         | Государство Палестина                     |
| 47         | Азербайджан                               |
| 49         | Вьетнам                                   |
| 50         | ООН                                       |
| 51         | Программа развития ООН                    |
| 52         | Всемирный банк                            |
| 53         | Европейский банк реконструкции и развития |
| 54         | ОБСЕ                                      |
| 55         | Международный комитет Красного Креста     |
| 56         | Международная организация по миграции     |
| 57         | Международный финансовый Комитет          |
| 58         | Международный валютный фонд               |
| 59         | Евросоюз                                  |
| 60         | Сирия                                     |
| 61         | Венесуэла                                 |
| 62         | ОАЭ                                       |
| 63         | Шри-Ланка                                 |
| 64         | Монголия                                  |
| 65         | Бельгия                                   |
| 70         | Кипр                                      |
| 72         | Исландия                                  |
| 73         | Уругвай                                   |
| 74         | Оман                                      |
| 75         | ЮАР                                       |
| 76         | Перу                                      |
| 77         | Бахрейн                                   |
| 78         | ЮНИСЕФ                                    |
| 79         | Доминикана                                |
| 80         | Северная Македония                        |
| 81         | Австрия                                   |
| 82         | Финляндия                                 |
| 84         | Евразийский банк развития                 |
| 85         | Хорватия                                  |
| 86         | Испания                                   |
| 87         | Суд Евразийского экономического союза     |
| 94         | Зимбабве                                  |

### Коды на номерах иностранных граждан
На выдаваемых до 2004 года «жёлтых» номерных знаках иностранных граждан (Р) первая цифра обозначала регион регистрации гражданина. Цифра не совпадает ни с советской областной, ни с современной нумерацией регионов.
| 0,1,2 | Минск               |
| 3     | Брестская область   |
| 4     | Витебская область   |
| 5     | Гомельская область  |
| 6,7   | Гродненская область |
| 8     | Минская область     |
| 9     | Могилёвская область |